# NGC 6886
NGC 6886 est une nébuleuse planétaire située dans la constellation de la Flèche. NGC 6886 a été découverte par l'astronome britannique Ralph Copeland en 1884.

## Observation
Avec une magnitude visuelle apparente de 11,4, on doit utiliser un télescope dont l'ouverture est d'au moins 150 mm pour l'observer.  

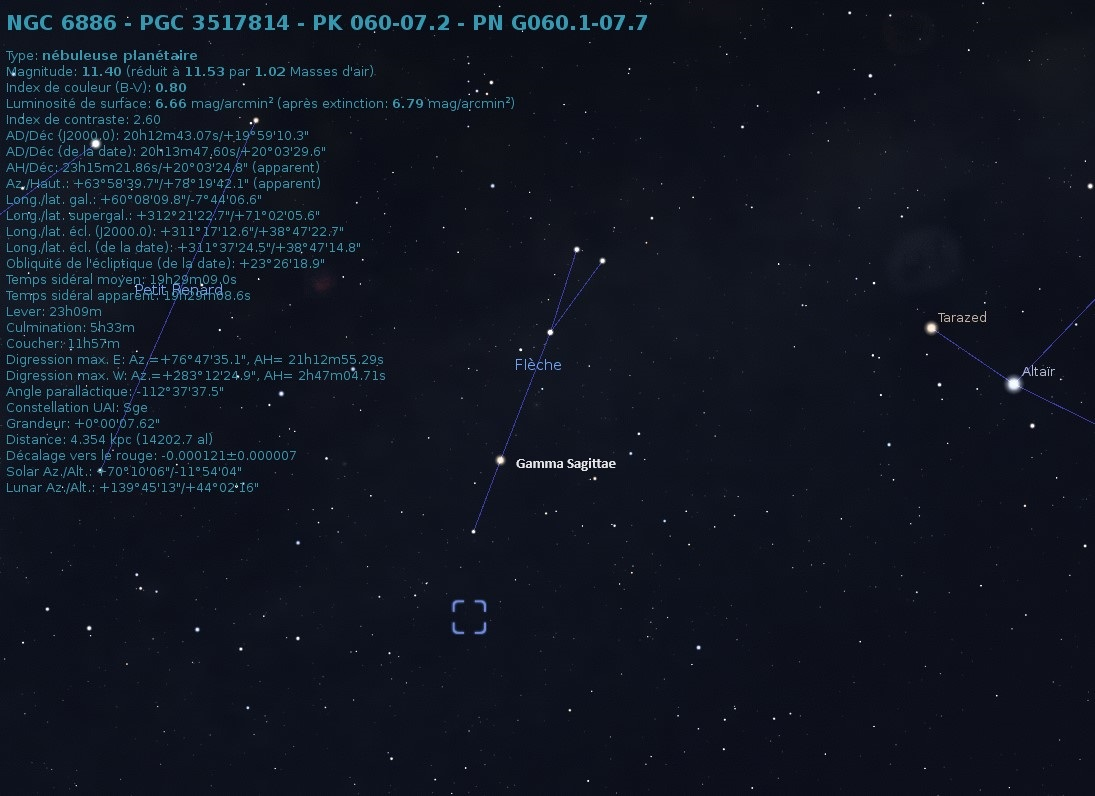
Emplacement de NGC 6886 dans la constellation du Flèche.

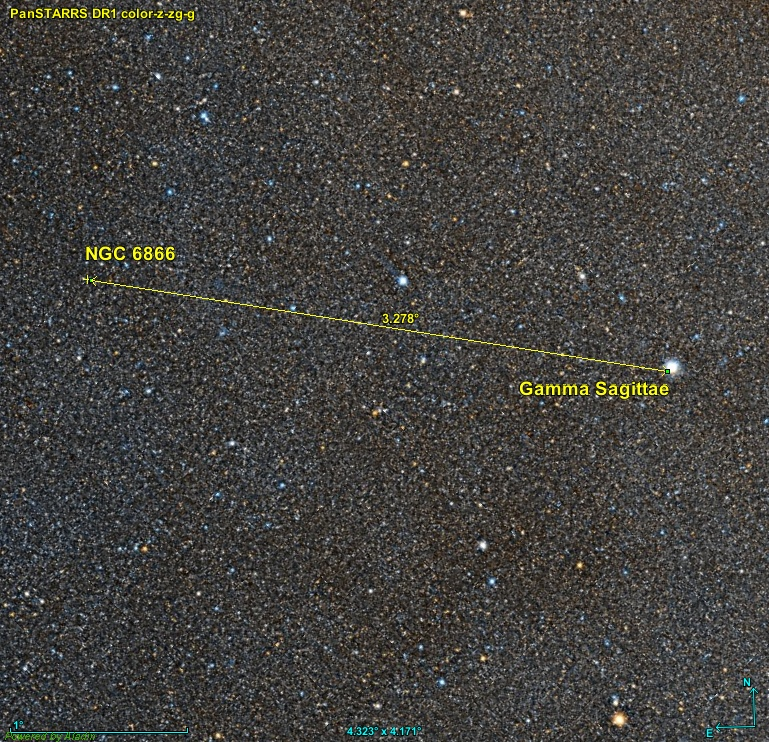
Position de NGC 6886 par rapport à l'étoile Gamma Sagittae.

La nébuleuse NGC 6886 est située à environ 3,3 degrés au nord-est de Gamma Sagittae.
Comme plusieurs nébuleuses planétaires découvertes par Copeland, NGC 6886 est difficilement discernable d'une étoile ordinaire, sauf si on utilise des filtres. Une comparaison clignotante dans laquelle un filtre bloque la lumière qui n'est pas émise par le nuage gazeux de la nébuleuse est le moyen le plus adéquat pour trouver la source lumineuse qui est une nébuleuse.

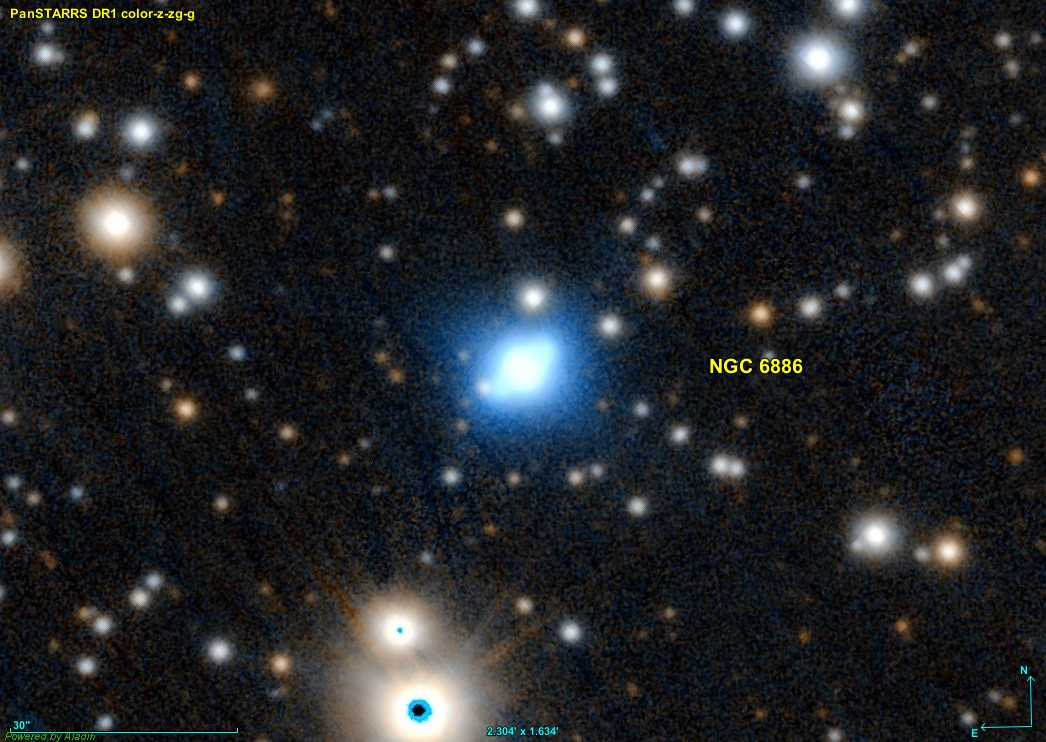
Cette image provenant du relevé Pan-STARRS nous montre à quel point il peut être difficile de distinguer cette nébuleuse d'une étoile.

## Caractéristiques

### Distance, taille, vitesse et âge
Deux distances semblables sont indiquées sur la base de données Simbad : 5,159 ± 1,032 kpc (∼16 800 al) et environ 4 354 pc (∼14 200 al). Ces deux distances proviennent de publications du même auteur principal, mais la première est plus récente. Puisque sa taille apparente est de 0,17′, un calcul rapide montre que son envergure est égale à 0,83 ± 0,17 al. Deux valeurs identiques de la vitesses sont aussi indiquées sur Simbad : −36,4 ± 2,0 km/s,.
L'âge cinématique d'une nébuleuse planétaire peut être estimé à partir de sa vitesse d'expansion. Pour NGC 6886, deux âges cinématiques ont été obtenus, 1500 ± 220 ans avec des observations à travers un filtre F502N (filtre [OIII] 5007) et 1390 ± 210 ans avec un filtre F658N (filtre [NII] 6583).

### L'étoile centrale
L'étoile centrale était de type pAGB, c'est-à-dire une supergéante de masse intermédiaire dans la toute dernière phase de son évolution. Sa masse est évaluée à 0,55 {\displaystyle M_{\odot }} avec une température avoisinant les 270 kK et une luminosité de 2700 ± 850 {\displaystyle L_{\odot }}.